# Коженов, Дмитрий Викторович
Дмитрий Викторович Коженов (17 марта 1975) — российский футболист, защитник, игрок в мини-футбол.

## Биография
В сезонах 1993/94 — 1995/96 играл в чемпионате России по мини-футболу за ПСИ Санкт-Петербург, в 61 игре забил 19 голов.
В 1996—2000 годах во футбольном втором дивизионе в составе «Торпедо» Павлово провёл 124 матча, забил 5 голов. В дальнейшем выступал за любительские клубы Санкт-Петербурга «Кукарача» (2003—2004, 2006), «Сварог СМУ-303» (2007—2010), «СТД „Петрович“» (2011—2012).
Выпускник НГУ имени П. Ф. Лесгафта.